# Patrol rozminowania

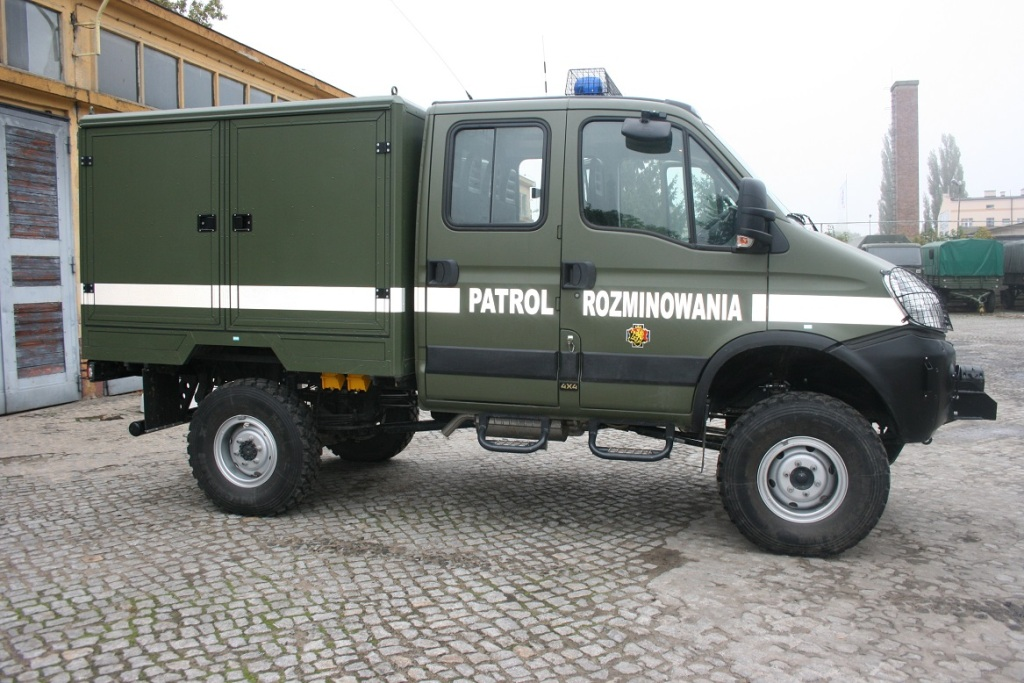
Pojazd Topola-S używany przez patrole rozminowania

Patrol rozminowania – pododdział w wojskach inżynieryjnych Wojska Polskiego.
Jednym z zadań saperów w wojskach inżynieryjnych jest rozminowanie terenu i obiektów, wysadzanie niewybuchów i niewypałów, oczyszczanie terenu z przedmiotów wybuchowych i niebezpiecznych. Do 2020 roku funkcjonowało 39 patroli rozminowania oraz 2 Grupy Nurków Minerów.  Obecnie do realizacji tych zadań są wyznaczone 44 patrole rozminowania i 2 Grupy Nurków Minerów. Docelowo planuje się stworzyć 48 patroli rozminowania.

## Zasady funkcjonowania
Działalność patroli polega na interwencyjnym podejmowaniu przedmiotów wybuchowych i niebezpiecznych pochodzenia wojskowego, wykrytych w sposób  przypadkowy (tzn. przez obywateli niezajmujących się rozminowaniem terenu lub obiektów). Patrole są gotowe do wykonywania zadań siedem dni w tygodniu. Zasadniczą porą ich działania jest dzień oraz przy pogodzie zapewniającej bezpieczne podjęcie, transport i utylizację niewybuchu.

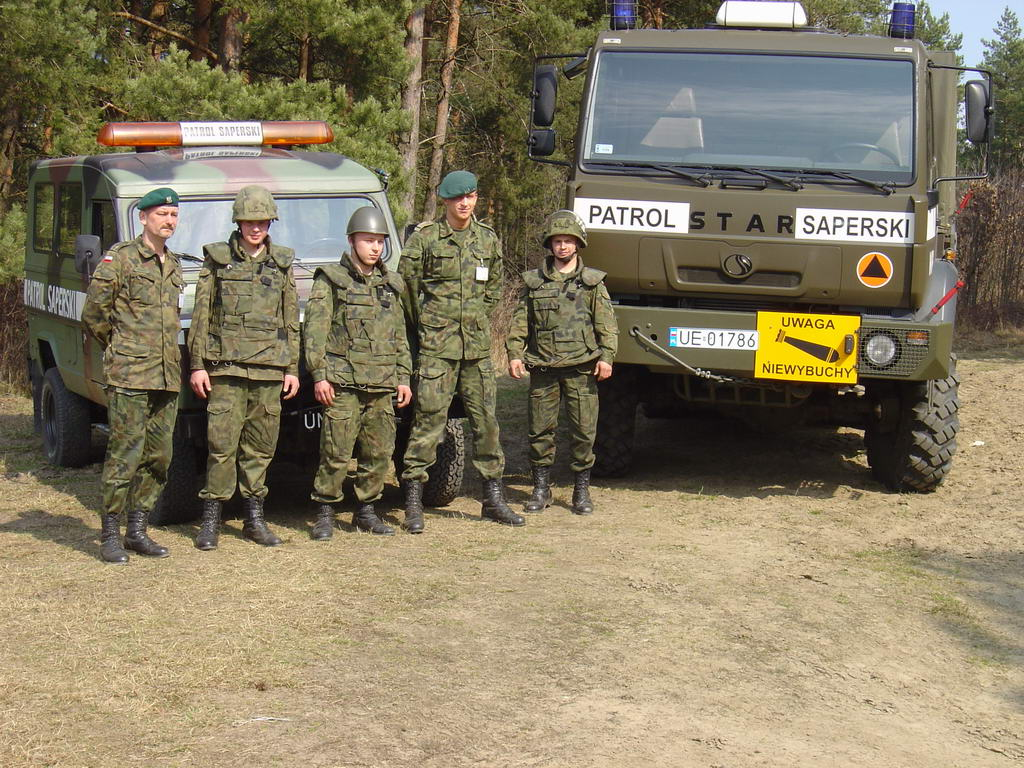
Patrole saperskie

## Procedury działania
- znalazca niewybuchu lub niewypału zgłasza znalezisko uprawnionym do przyjęcia zgłoszenia organom, tj.: administracji państwowej lub samorządowej, Policji, Państwowej  Straży  Pożarnej, Straży  Granicznej, Siłom Zbrojnym RP, Lasom Państwowym, Straży Miejskiej lub Straży Gminnej;
- uprawnione organy przekazują zgłoszenie oficerowi dyżurnemu jednostki wojskowej, w której działa właściwy terytorialnie patrol rozminowania;
- za ochronę miejsca znalezionego niewybuchu do czasu przyjazdu patrolu rozminowania odpowiada policja;
- po otrzymaniu zgłoszenia oficer dyżurny ewidencjonuje je i o tym fakcie powiadamia dowódcę patrolu rozminowania, który realizuje zgłoszenie bezzwłocznie, zgodnie z przyjętym priorytetem (w trybie pilnym lub zwykłym)[3].

## Patrole rozminowania do 2020 roku
Rozmieszczenie patroli rozminowania na terenie kraju:
- Nr 1 – 5 Pułk Inżynieryjny – Szczecin[5][6]
- Nr 2 – Centrum Szkolenia Wojsk Lądowych – Poznań[7]
- Nr 3 – 2 Stargardzki Batalion Saperów – Stargard[6]
- Nr 4 – 2 Brygada Zmechanizowana – Złocieniec[6]
- Nr 5 – 2 Brygada Zmechanizowana – Złocieniec[6]
- Nr 6 – 1 Lęborski batalion zmechanizowany – Lębork[8]
- Nr 7 – 16 Tczewski Batalion Saperów – Nisko[9]
- Nr 8 – 2 dywizjon 15 pułku przeciwlotniczego – Elbląg[10]
- Nr 9 – 9 Brygada Kawalerii Pancernej – Braniewo[11]
- Nr 10 – 15 Brygada Zmechanizowana – Giżycko[11]
- Nr 11 – 1 Batalion Składowania – Olsztyn[12]
- Nr 12 – 15 Mazurski Batalion Saperów – Orzysz[11]
- Nr 13 – 3 Włocławski Batalion Drogowo-Mostowy – Chełmno[13]
- Nr 14 – 2 pułk inżynieryjny – Inowrocław[7][14]
- Nr 15 – 2 pułk inżynieryjny – Inowrocław[14]
- Nr 16 – 18 Białostocki Pułk Rozpoznawczy – Białystok
- Nr 17 – 1 Brygada Pancerna – Warszawa-Wesoła[15][11]
- Nr 18 – 2 pułk saperów – Nowy Dwór Mazowiecki[14]
- Nr 19 – 2 pułk saperów – Nowy Dwór Mazowiecki[14]
- Nr 20 – 2 pułk saperów – Nowy Dwór Mazowiecki[14]
- Nr 21 – 5 batalion saperów – Krosno Odrzańskie
- Nr 22 – 4 Batalion Inżynieryjny – Głogów
- Nr 23 – 23 Śląski Pułk Artylerii – Bolesławiec
- Nr 24 – 4 Batalion Inżynieryjny – Głogów
- Nr 25 – Centrum Szkolenia Wojsk Inżynieryjnych i Chemicznych – Wrocław
- Nr 26 – 1 Brzeski Pułk Saperów – Brzeg
- Nr 27 – 25 Batalion Dowodzenia – Tomaszów Mazowiecki[7]
- Nr 28 – 6 Batalion Powietrznodesantowy – Gliwice[16]
- Nr 29 – 6 Batalion Powietrznodesantowy – Gliwice[16]
- Nr 30 – 21 Batalion Dowodzenia – Rzeszów[9]
- Nr 31 – Centrum Przygotowań do Misji Zagranicznych – Kielce
- Nr 32 – 16 Batalion Powietrznodesantowy – Kraków[16]
- Nr 33 – 21 Batalion Dowodzenia – Rzeszów
- Nr 34 – 1 Dębliński Batalion Drogowo-Mostowy – Dęblin[7]
- Nr 35 – 1 kołobrzeski batalion zmechanizowany – Chełm[7][15][11]
- Nr 36 – 43 Batalion Saperów Marynarki Wojennej – Władysławowo
- Nr 37 – 8 Kołobrzeski Batalion Saperów – Dziwnów[6]
- Nr 38 – 21 Centralny Poligon Lotniczy – Nadarzyce
- Nr 39 – Centralny Poligon Sił Powietrznych – Ustka
- Grupa Nurków Minerów – 13 Dywizjon Trałowców – Gdynia
- Grupa Nurków Minerów – 12 Woliński Dywizjon Trałowców – Świnoujście[7]

## Wypadki
Podczas wielkiej operacji rozminowania kraju, która miała miejsce od zakończenia II wojny światowej do 1968 roku zginęło 685 saperów.
8 października 2019 roku w Kuźni Raciborskiej podczas niekontrolowanego wybuchu pocisku artyleryjskiego z okresu II wojny światowej zginęło dwóch saperów 29 patrolu rozminowania. W zdarzeniu zostało rannych jeszcze czterech innych członków patrolu. 16 października zmarł trzeci żołnierz ciężko ranny podczas eksplozji. Był to pierwszy wypadek śmiertelny od co najmniej 1982 roku.

## Największy niewybuch
Największym niewybuchem na terytorium Polski była bomba tallboy odnaleziona we wrześniu 2019 roku w Kanale Piastowskim w Świnoujściu. Została zneutralizowana przez Grupę Nurków Minerów z 12. Dywizjonu Trałowców w Świnoujściupodczas próby kontrolowanego procesu rozbrojenia (wykorzystując proces deflagracji, który przeszedł w detonację, co było możliwym przewidywanym scenariuszem).